# Asociación Deportiva Santacruceña
Maillots
Le Santacruceña est un club de football costaricien basé à Santa Cruz, fondé en 2005 et dissout en 2008.
Le club évolue en première division pendant deux saisons, entre 2005 et 2007.